# Multiply (singolo)
Multiply è un singolo del rapper statunitense ASAP Rocky, pubblicato il 3 ottobre 2014 come singolo promozionale per il secondo album in studio At. Long. Last. ASAP. Il brano vede la partecipazione di Juicy J. Il singolo ha raggiunto la posizione numero 49 nella Hot R&B/Hip-Hop Songs.

## Video musicale
Il videoclip ufficiale, girato a New York, è stato pubblicato il 3 ottobre 2014 sul canale YouTube di ASAP Rocky e vede la partecipazione della ASAP Mob.